# 이영재 (아나운서)
이영재는 대한민국의 KBS강릉방송국의 아나운서이다.

## 학력
- 한국외국어대학교 무역학과

## 경력
- 춘천MBC 리포터
- KBS강릉방송국 아나운서 (현재 재직중)
- KBS제주방송총국 아나운서